# Campsomerini
Campsomerini es un tribu de avispas de la familia Scoliidae. Otros taxónomos la consideran como una subfamilia, Campsomerinae.

## Géneros
Algunos géneros:
- Aelocampsomeris  Bradley 1957
- Aureimeris Betrem, 1972
- Australelis Betrem, 1962
- Campsomeriella Betrem, 1941
- Campsomeris Lepeletier, 1838
- Cathimeris Betrem, 1972
- Charimeris  Betrem, 1971
- Colpa Dufour, 1841
- Colpacampsomeris Betrem,  1967
- Crioscolia Bradley, 1951
- Dasyscolia Bradley, 1951
- Dielis Saussure & Sichel, 1864
- Extrameris Betrem, 1972
- Guigliana Betrem, 1967
- Laevicampsomeris  Betrem, 1933
- Leomeris Betrem, 1972
- Lissocampsomeris Bradley, 1957
- Megacampsomeris Betrem, 1928
- Megameris Betrem, 1967
- Micromeriella Betrem, 1972
- Peltatimeris Betrem, 1972
- Phalerimeris Betrem, 1967
- Pseudotrielis Betrem, 1928
- Pygodasis  Bradley, 1957
- Radumeris Betrem, 1962
- Rhabdotimeris  Bradley, 1957
- Sericocampsomeris Betrem, 1941
- Sphenocampsomeris  Bradley, 1957
- Stygocampsomeris  Bradley, 1957
- Tenebromeris  Betrem, 1963
- Trisciloa Gribodo, 1893
- Tristimeris Betrem, 1967
- Tubatimeris Betrem, 1972
- Tureimeris  Betrem, 1972
- Xanthocampsomeris Bradley, 1957